# Russ Meyer
Russ Albion Meyer (Oakland, Kalifornia, USA, 1922. március 21. – Hollywood, Kalifornia,  2004. szeptember 18.) amerikai filmrendező, forgatókönyvíró, filmproducer.

## Élete
Gyermekkorában amatőrfilmes volt. A második világháború idején filmes tudósító volt Európában. Később fotós illetve szexfilmkészítő lett.
2004. szeptember 18-án hunyt el tüdőgyulladásban.

## Magánélete
1949–1950 között Betty Valdovinos, 1952–1966 között Eva Meyer volt a felesége. 1970–1975 között Edy Williams (* 1941) fotómodell és színésznő volt a párja. 1975–1990 között egyik dúskeblű felfedezettjével, a mexikói Kitten Natividad (1948–2022) sztriptíztáncosnővel élt együtt.

## Filmjei
- Az immorális Teas úr (1959)
- Eve and the Handyman (1960)
- A meztelen kamera (1960)
- Erotica (1961)
- Wild Gals of the Naked West (1961)
- Europe in the Raw (1963)
- Mennyei testek (1963)
- Lorna (1964)
- Fanny Hill: Egy asszony emlékezései (1964)
- Of Pleasure (1964)
- Mudhonney (1965)
- Motorpsycho (1965)
- Gyorsabban, cicamica, ölj, ölj! (1966)
- Mondo Topless (1966)
- Common-Law Cabin (1966)
- Jó reggelt... és Isten veled! (1967)
- Finders Keepers, Lovers Keepers (1968)
- A boszorkány (1968)
- Cherry, Harry és raquel (1969)
- Beyond the Valley of the Dolls (1970)
- A hét perc (1971)
- Fekete kígyó[8][9] (1973)
- Szuperboszorkányok (1975)
- Up! (1976)
- Beneath the Valley of the Ultravixens (1979)